# Entreprise française
Une entreprise française est une entreprise domiciliée en France, qui contribue à former le produit intérieur brut (PIB) français. 
Les filiales de ces entreprises situées dans d'autres pays contribuent au PIB de ces pays. Réciproquement, les filiales en France des entreprises des autres pays contribuent au PIB français.
Certaines de ces entreprises sont publiques : voir entreprises publiques en France.

## Définition
Depuis la Loi de modernisation de l'économie du 4 août 2008 et son décret no 2008-1354 du 18 décembre 2008, l’entreprise est définie comme « la plus petite combinaison d'unités légales qui constitue une unité organisationnelle de production de biens et services jouissant d’une certaine autonomie de décision, notamment pour l'affectation de ses ressources courantes ». Elle reprend les termes du règlement européen 696/93 du Conseil des communautés européennes adopté en 1993.

## Historique
Après la Seconde Guerre mondiale, la France connaît une vague de nationalisation dans les secteurs clés de l’économie. Des entreprises comme la Société nationale des chemins de fer français (SNCF) pour les transports ferroviaires, ou Électricité de France (EDF) pour l'énergie sont créées et nationalisées.
La seconde vague de nationalisation en France a eu lieu en 1981.

## Type d'entreprise

### Entreprise publique
Par définition, une entreprise publique est contrôlée par l'Etat ou par les Collectivités Locales.
À la fin de 2009, l'État contrôle, directement ou indirectement en France, 938 sociétés. C'est-à-dire qu'elle y détient plus de la moitié de leur capital.
La présence de l’État dans l'économie est en net recul, en particulier depuis la fin des années 1980 et le programme de privatisation lancé par Jacques Chirac, alors premier ministre. L'État français a ainsi cédé environ 1 500 sociétés et transféré plus d’un million de salariés au secteur privé. La part de l’emploi public, hors fonction publique (enseignement, administration, hôpitaux...), dans l’emploi salarié total est tombée de 10,5 % en 1986 à 3,1 % en 2019.

### Entreprise privée
En France, l’aide publique aux entreprises privées (subventions de l'Etat français, des régions et de l'Union européenne, exonérations de cotisations sociales) représente chaque année environ 200 milliards d’euros. 